# Fernsteinsee
De Fernsteinsee is een meer in Oostenrijk in de buurt van Nassereith.
Het meer is gelegen in de buurt van het hoogste punt van de Fernpass in de gemeente Nassereith. Het slot, Burg Fernstein is aan het meer gelegen. Door het heldere water wordt in het meer aan duiksport gedaan. 